# Epeorus boonsoongi
Epeorus boonsoongi is een haft uit de familie Heptageniidae. De wetenschappelijke naam van de soort is voor het eerst geldig gepubliceerd in 2011 door Dietrich Braasch. Enkel de larve is beschreven.
De soort komt voor in het Oriëntaals gebied. Het holotype, een vrouwelijke larve, werd in 2006 verzameld op de berg Kinabalu in Sabah (Borneo). De soort is genoemd naar de Thaise entomoloog B. Boonsoong.